# Нојпетерсхајн
Нојпетерсхајн (њем. Neupetershain) општина је у њемачкој савезној држави Бранденбург. Једно је од 25 општинских средишта округа Обершпревалд-Лаузиц. Према процјени из 2010. у општини је живјело 1.473 становника. Посједује регионалну шифру (AGS) 12066228.

## Географски и демографски подаци
Нојпетерсхајн се налази у савезној држави Бранденбург у округу Обершпревалд-Лаузиц. Општина се налази на надморској висини од 124 метра. Површина општине износи 18,7 km². У самом мјесту је, према процјени из 2010. године, живјело 1.473 становника. Просјечна густина становништва износи 79 становника/km².

## Међународна сарадња
| Мјесто | Држава | Врста сарадње | Од    |
| ------ | ------ | ------------- | ----- |
|        | Чешка  | партнерство   | 1993. |
| Извор  |        |               |       |